# ميهاي كوستيا
ميهاي كوستيا (بالرومانية: Mihai Costea) (مواليد 29 مايو 1988) لاعب كرة قدم روماني يجيد اللعب في الهجوم في نادي العربي .

## روابط خارجية
ميهاي كوستيا على موقع قاعدة بيانات كرة القدم.إي يو (الإنجليزية)
- ميهاي كوستيا على موقع Soccerway.com (الإنجليزية)
- ميهاي كوستيا على موقع عالم كرة القدم.نت (الإنجليزية)
- ميهاي كوستيا على موقع AS.com (الإسبانية)